# The Forgotten Tales
The Forgotten Tales è un album raccolta dei Blind Guardian, pubblicato dalla Virgin Records nel 1996.
In questo album i Blind Guardian hanno inserito una serie di cover dei gruppi da loro amati ed alcune versioni riarrangiate di alcuni loro precedenti successi.

## Tracce
1. Mr. Sandman (cover dei The Chordettes) – 2:09
2. Surfin' USA (cover dei Beach Boys) – 2:23
3. Bright Eyes (versione acustica) – 4:20
4. Lord of the Rings (versione orchestrale) – 3:55
5. The Wizard (cover degli Uriah Heep) – 3:16
6. Spread Your Wings (cover dei Queen) – 4:14
7. Mordred's Song (versione acustica) – 5:16
8. Black Chamber (versione orchestrale) – 1:15
9. The Bard's Song (dal vivo) – 4:11
10. Barbara Ann/Long Tall Sally (cover dei The Regents e di Little Richard) – 1:43
11. A Past and Future Secret – 3:47
12. To France (cover di Mike Oldfield) – 4:40
13. Theatre of Pain (versione acustica riarrangiata) – 4:15

## Formazione
- Hansi Kürsch - voce, basso
- André Olbrich - chitarra
- Marcus Siepen - chitarra
- Thomas Stauch - batteria